# Список відомих особистостей Києво-Могилянської академії
До цього списку внесені видатні особистості, пов'язані з Києво-Могилянською академією (КМА) тим, що вони навчалися чи викладали в ній або в її закладах-попередниках та заснованих на її основі таких як Київська братська школа, Києво-Могилянська колеґія та НаУКМА. Причетність кожної особи до навчального процесу в КМА є доведеною, а не гіпотетичною, і тільки такі персоналії були включені в цей список. Список згрупований згідно з ім'ям персони, її зв'язком з університетом і галуззю, в якій студент або викладач КМА визначив себе. Оскільки багато могилянців за часів старої КМА були активними в багатьох сферах і їх важко віднести до якоїсь однієї професії список складено передовсім за алфавітом, але в графі значущість на перше місце поставлено основну галузь діяльності особи.

## Київська братська школа (1615 - 1632)

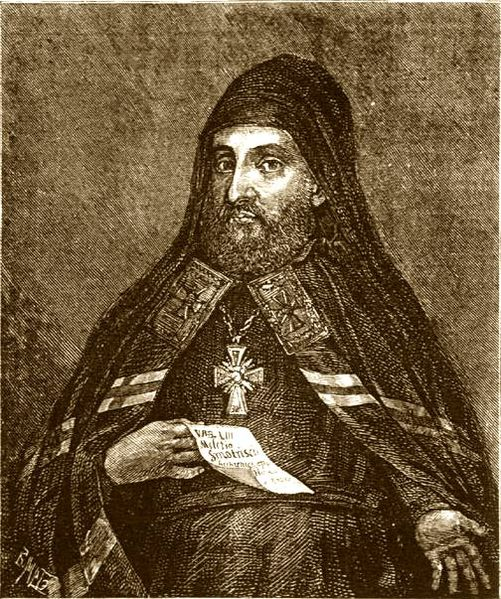
Мелетій Смотрицький

| Ім'я                  | Зв'язок з університетом | Значущість                                                                             | Посилання |
| --------------------- | ----------------------- | -------------------------------------------------------------------------------------- | --------- |
| Борецький Іов         | ректор                  | Митрополит Київський, Галицький і всієї Руси (1620—1631), полеміст, святий, письменник | [ 1 ]     |
| Славинецький Єпифаній | студент                 | Поет, перекладач, філолог, оратор, богослов                                            | [ 1 ]     |
| Смотрицький Мелетій   | ректор                  | Мовознавець, письменник, церковний і освітній діяч                                     | [ 1 ]     |

## Києво-Могилянська колегія (1632 - 1659)

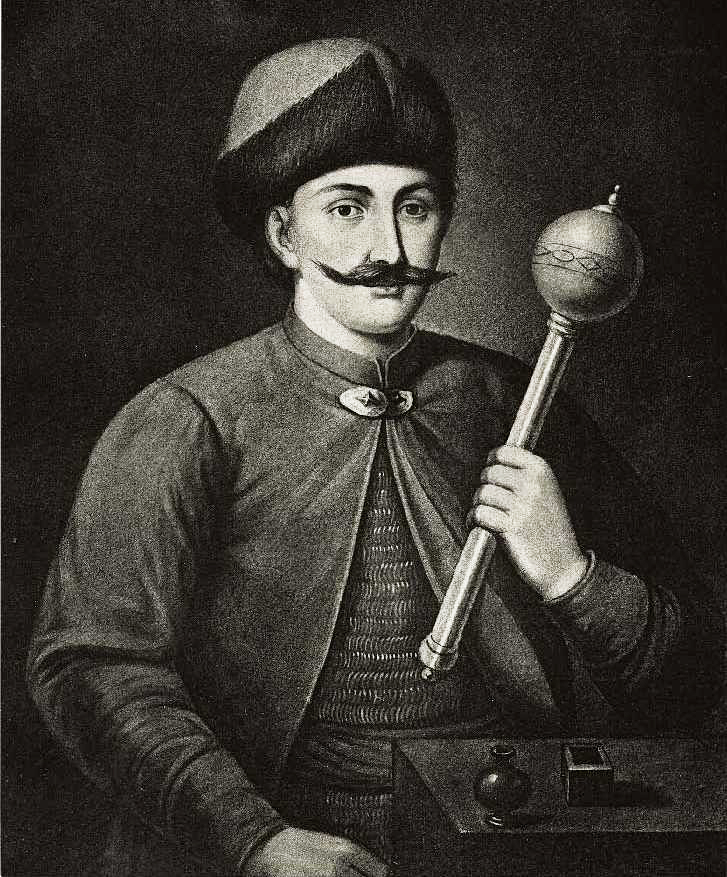
Виговський Іван

| Ім'я                        | Зв'язок з університетом | Значущість                                                                | Посилання |
| --------------------------- | ----------------------- | ------------------------------------------------------------------------- | --------- |
| Баранович Лазар             | ректор                  | Письменник, просвітитель, архієпископ Чернігівський і Новгород-Сіверський | [ 2 ]     |
| Бережанський Петро Іванович | студент                 | Співак, перекладач                                                        | [ 3 ]     |
| Виговський Іван             | студент                 | Гетьман України у 1657–1659 рр.                                           | [ 1 ]     |
| Ґізель Інокентій            | студент                 | Церковний і суспільний діяч, вчений-богослов, філософ, історик            | [ 1 ]     |
| Мезенець Олександр          | студент                 | Музикант, теоретик музики                                                 | [ 4 ]     |
| Полоцький Симеон            | студент                 | Богослов, письменник, поет, драматург.                                    | [ 1 ]     |

## Києво-Могилянська академія (1659—1819)

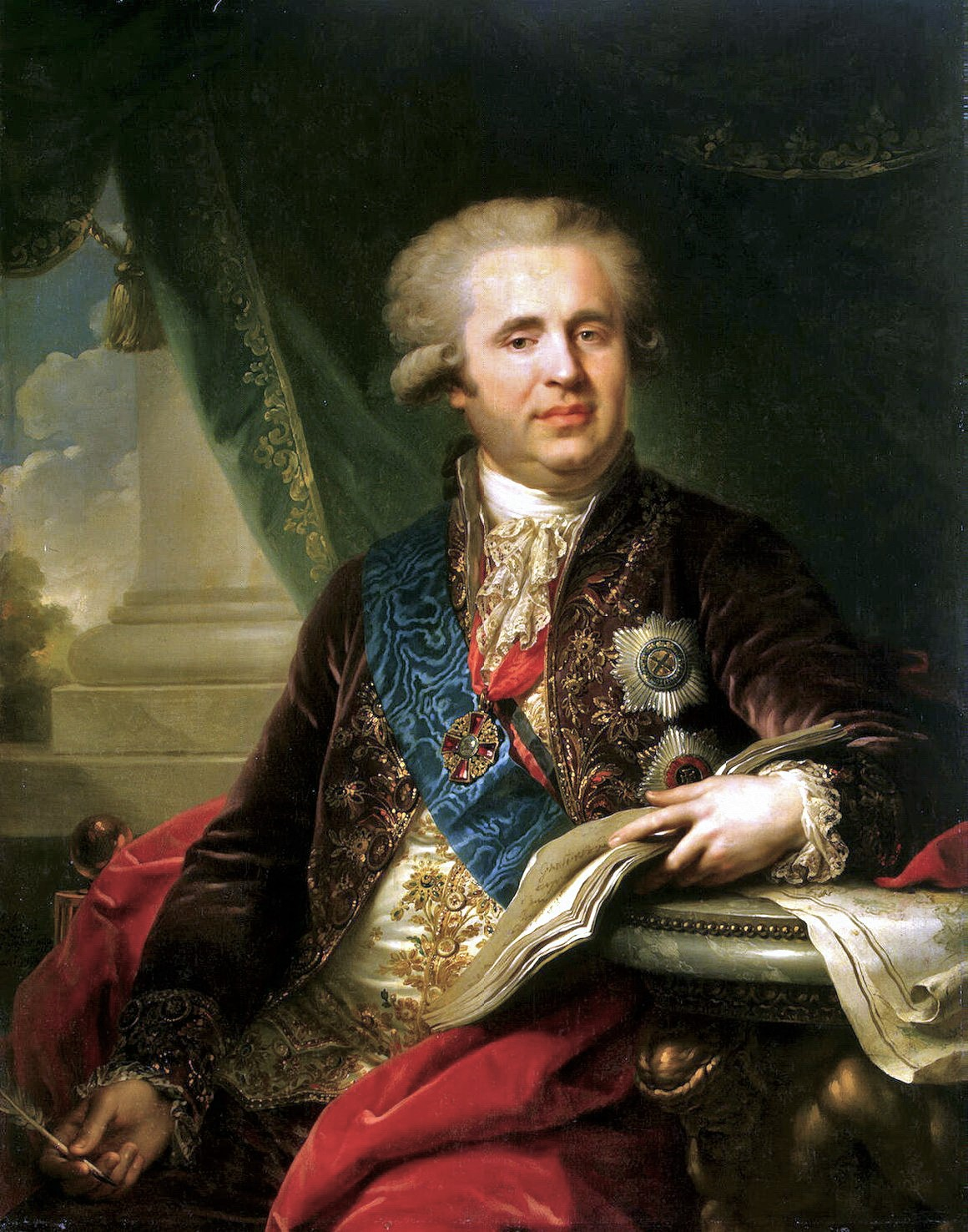
Безбородько Олександр Андрійович

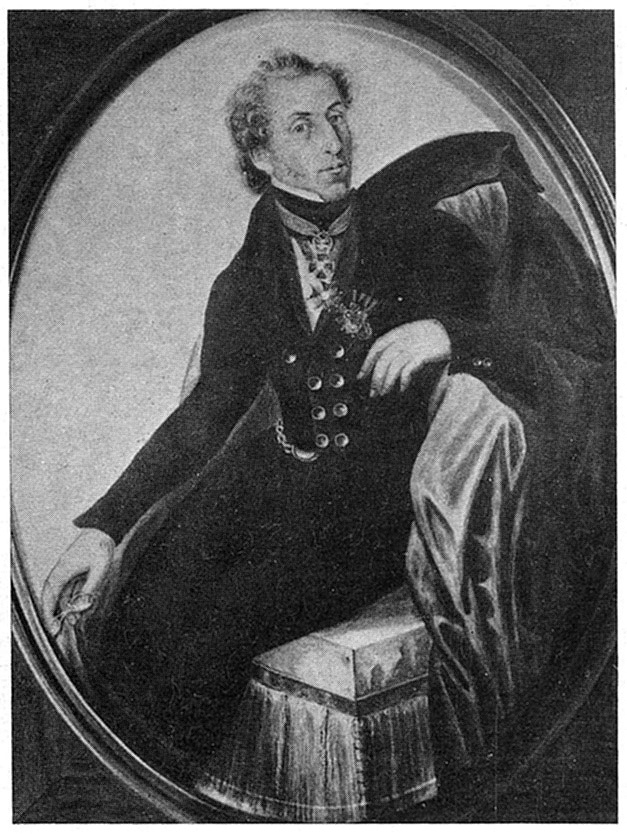
Гулак-Артемовський Петро Петрович

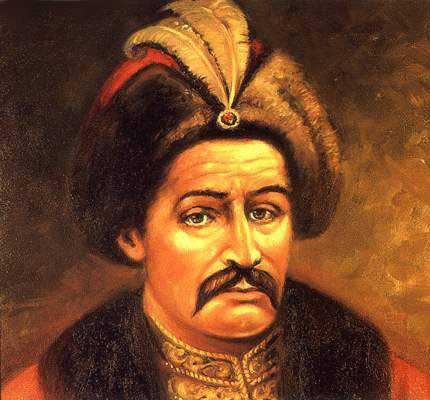
Мазепа Іван Степанович

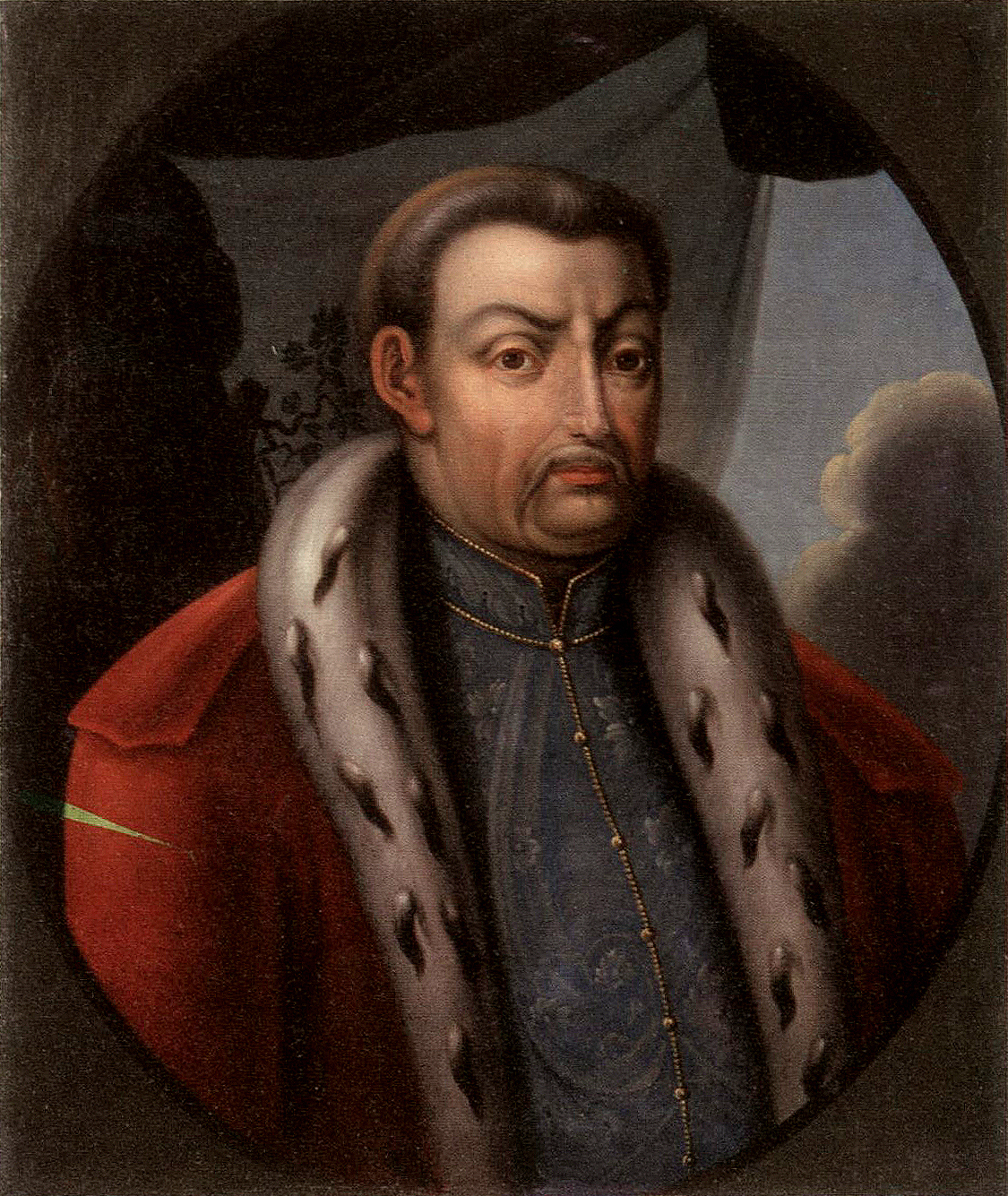
Полуботок Павло Леонтійович

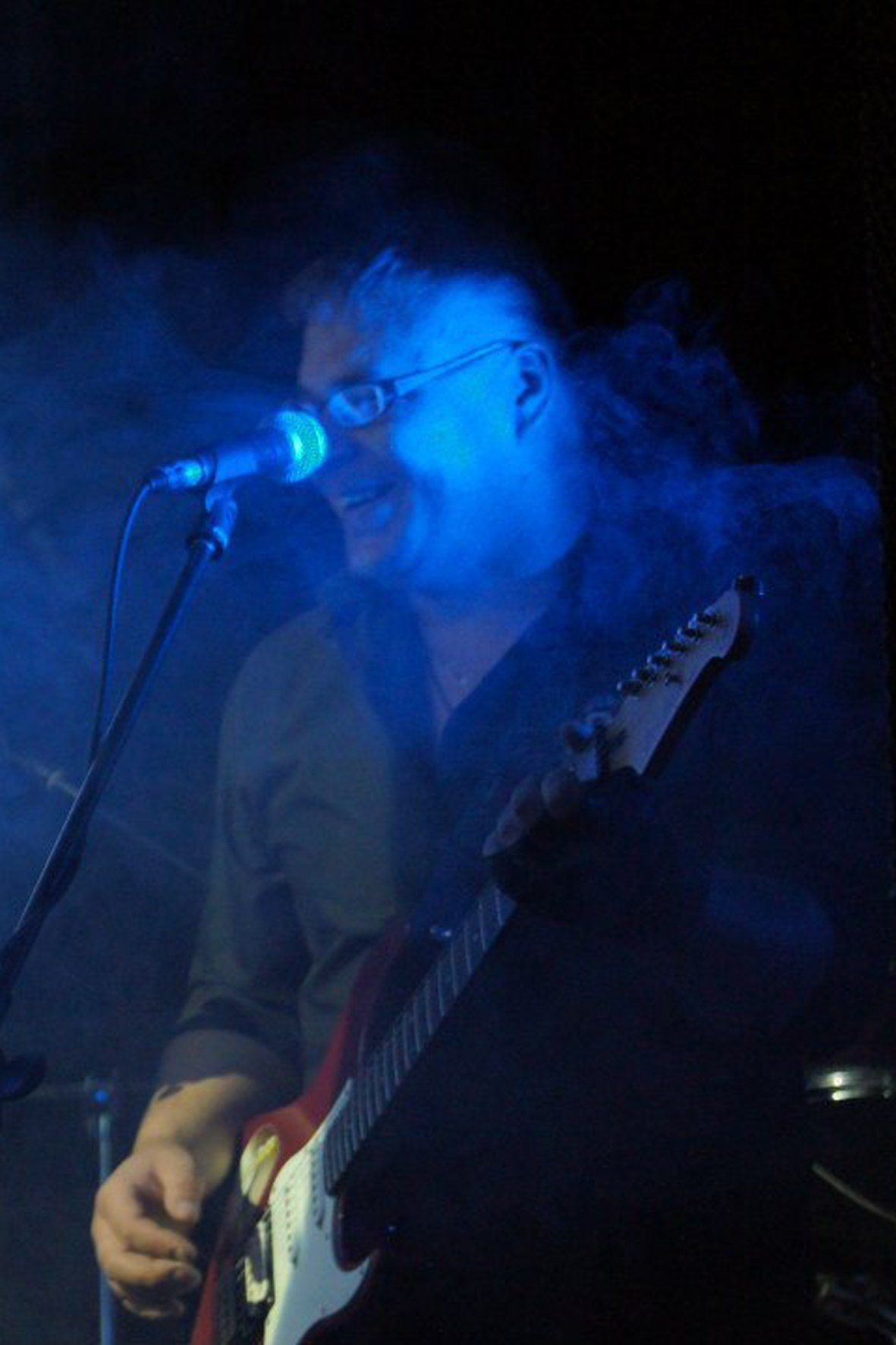
Прокопович Феофан

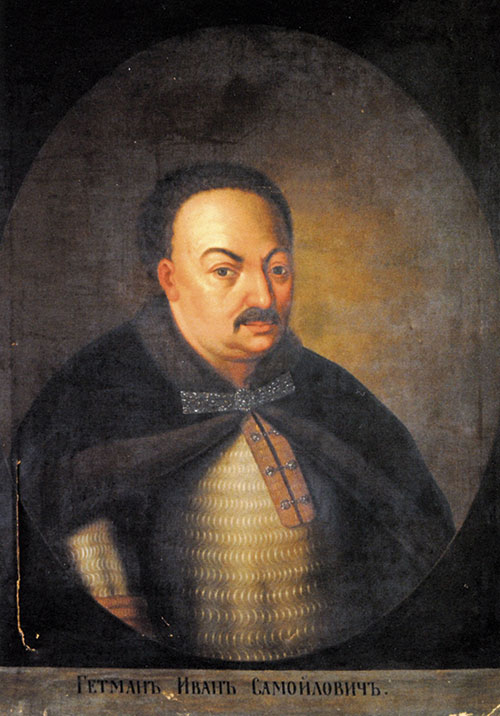
Самойлович Іван Самійлович

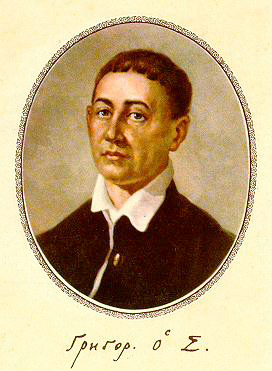
Сковорода Григорій Савич

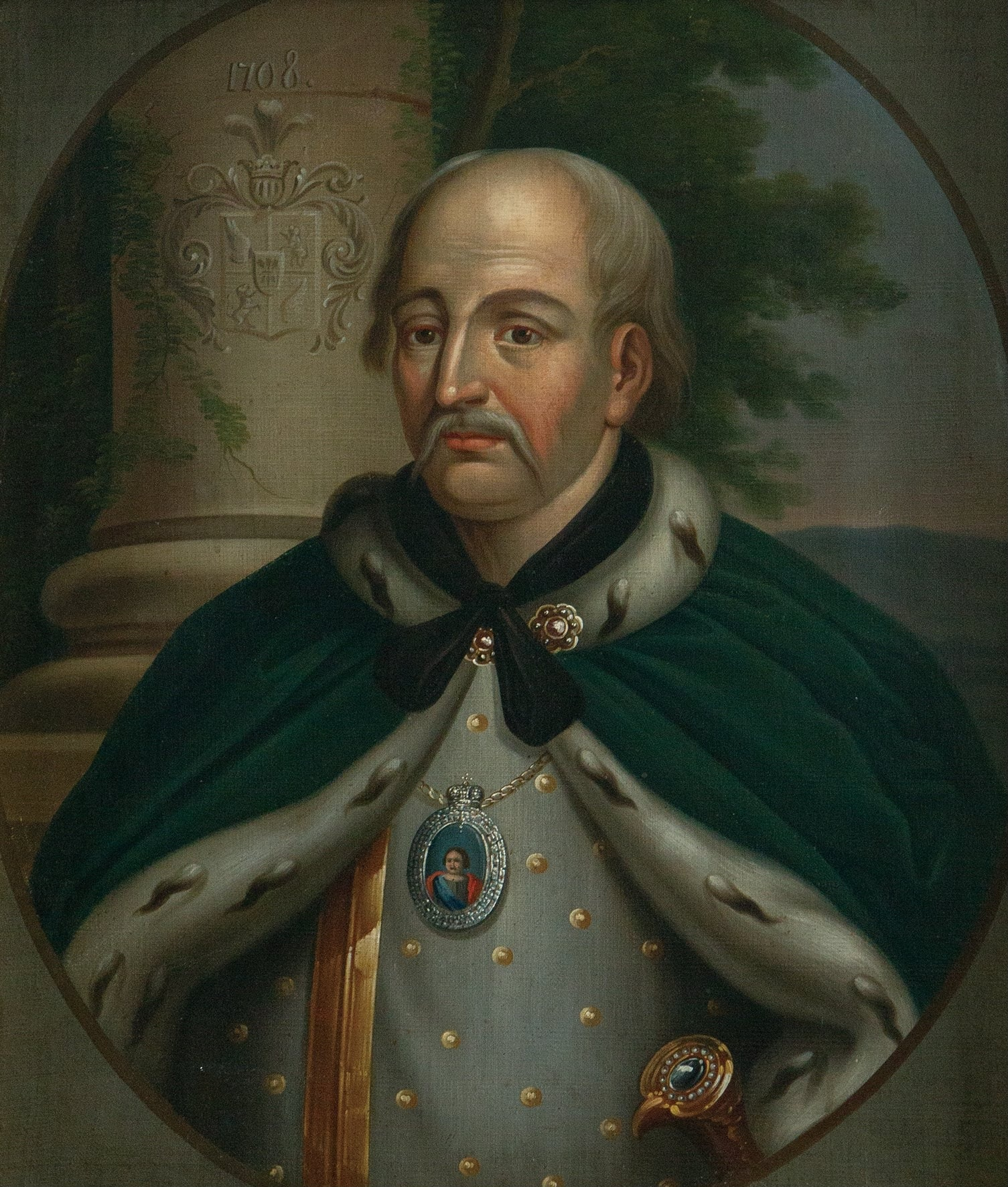
Скоропадський Іван

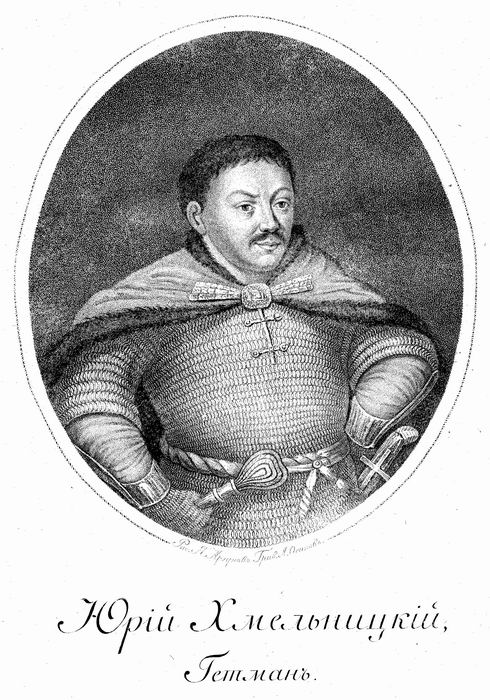
Хмельницький Юрій

| Ім'я                                 | Зв'язок з університетом | Значущість |  |
| ------------------------------------ | ----------------------- | --- |  |
| Амбодик-Максимович Нестор Максимович | студент                 | Лікар, вчений-енциклопедист, педіатр, ботанік, фітотерапевт, геральдист                                                                          |  |
| Антонський Антон Антонович           | студент                 | педагог, професор природничих наук, ректор Московського університету                                                                             |  |
| Безбородько Олександр Андрійович     | студент                 | Козацький полковник, царський сенатор, світліший князь Російської імперії, канцлер уряду Катерини II                                             |  |
| Березовський Максим Созонтович       | студент                 | Композитор, диригент, співак |  |
| Брайко Григорій Леонтійович          | студент                 | Журналіст, перекладач, видавець, дипломат |  |
| Ведель Артем Лук'янович              | студент                 | Композитор, диригент, співак, скрипаль |  |
| Величко Самійло                      | студент                 | Історик, автор козацького літопису |  |
| Величковський Петро Іванович         | студент                 | Богослов, філософ, письменник, перекладач, архімандрит                                                                                           |  |
| Волчанецький Денис Васильович        | студент                 | Лікар, хірург |  |
| Гамалія Михайло Леонтійович          | студент                 | Лікар, статський радник |  |
| Гамалія Платон Якович                | студент                 | Морський офіцер, викладач, член Державного адміралтейського департаменту                                                                         |  |
| Гоголь-Яновський Афанасій Дем'янович | студент                 | Писар, секунд-майор, перекладач, домашній учитель, дід видатного письменника М. В. Гоголя                                                        |  |
| Голубничий Зиновій Петрович          | студент                 | Живописець |  |
| Граб'янка Григорій Іванович          | студент                 | Літописець, полковник Гадяцького полку |  |
| Григорович-Барський Іван Григорович  | студент                 | Архітектор |  |
| Гулак-Артемовський Петро Петрович    | студент                 | Поет, ректор Харківського університету |  |
| Данилевський Іван Лук'янович         | студент                 | Лікар, один з перших представників соціальної гігієни в Російській імперії                                                                       |  |
| Дубровський Петро Петрович           | студент                 | Дипломат |  |
| Емін Федір Олександрович             | студент                 | Письменник, публіцист |  |
| Єллінський Митрофан Микитович        | студент                 | Лікар, лейб-хірург, статський радник |  |
| Жданович Інокентій                   | студент                 | Ігумен |  |
| Завадовський Петро                   | студент                 | Юрист, дійсний таємний радник, сенатор, перший міністр народної освіти Росії                                                                     |  |
| Запольський Іван Гнатович            | студент                 | Математик, фізик, астроном, професор Казанського університету, письменник                                                                        |  |
| Зіновіїв Климентій                   | студент                 | Поет і етнограф |  |
| Золотницький Володимир Трохимович    | студент                 | Юрист, письменник, філософ, перекладач |  |
| Кашинський Іван Григорович           | студент                 | Лікар, гоф-медик, кореспондент Санкт-Петербурзької медико-хірургічної академії                                                                   |  |
| Козачинський Мануїл                  | студент                 | Педагог, засновник вищої школи Сербії |  |
| Козельський Яків Павлович            | студент                 | Письменник, філософ-просвітитель |  |
| Кониський Григорій                   | ректор                  | Письменник, проповідник, церковний і культурний діяч                                                                                             |  |
| Леванда Іоанн                        | студент, викладач.      | Письменник, церковний діяч кафедральний протоієрей                                                                                               |  |
| Левицький Дмитро Григорович          | студент                 | Художник-портретист |  |
| Лящевський Василь                    | студент                 | Мовознавець, ректор Московської слов'яно-греко-латинської академії, архімандрит                                                                  |  |
| Мазепа Іван Степанович               | студент                 | Гетьман України в 1687—1709 рр. |  |
| Максимович Іван Петрович             | студент                 | Генеральний писар, перекладач, бібліограф, редактор, лексикограф                                                                                 |  |
| Мартос Іван Романович                | студент                 | Історик, поет |  |
| Огранович Яків Михайлович            | студент                 | Бунчуковий товариш, полковий суддя, обозний, правник                                                                                             |  |
| Орлик Пилип Степанович               | студент                 | Гетьман України (у вигнанні) в 1710—1742 рр. |  |
| Полетика Григорій Іванович           | студент                 | Дипломат, перекладач |  |
| Полуботок Павло Леонтійович          | студент                 | Наказний гетьман України 1722—1724 рр. |  |
| Прокопович Феофан                    | ректор                  | Богослов, письменник, поет |  |
| Раїч Йован                           | студент                 | Сербський поет, історик, педагог |  |
| Рачинський Гаврило Андрійович        | студент                 | Композитор, скрипаль, гітарист, диригент, педагог                                                                                                |  |
| Різенко Іван Федорович               | студент                 | Лікар, надвірний радник |  |
| Рубан Василь Григорович              | студент                 | Письменник, історик, видавець, перекладач, державний службовець                                                                                  |  |
| Самойлович Данило Самійлович         | студент                 | Лікар, основоположник епідеміології в Російській імперії                                                                                         |  |
| Самойлович Іван Самійлович           | студент                 | Гетьман Лівобережної України в 1672—1687 рр. |  |
| Сковорода Григорій Савич             | студент                 | Філософ, поет, співак, композитор |  |
| Скоропадський Іван                   | студент                 | Гетьман Лівобережної України в 1708—1722 рр. |  |
| Трощинський Дмитро Прокопович        | студент                 | Міністр юстиції Росії (1814—1817), меценат |  |
| Туптало Дмитро Савич                 | студент                 | Митрополит Ростовський та Ярославський, церковний діяч, вчений, письменник і проповідник                                                         |  |
| Хмельницький Юрій                    | студент                 | Гетьман України в 1657, 1659—1663 рр. і Правобережжя в 1677-81, 1685 рр.                                                                         |  |
| Щербацький Юрій                      | студент, викладач.      | богослов, філософ, письменник, культурний та церковний діяч, ієромонах Києво-Софійського монастиря, викладач піїтики.                            |  |
| Яворський Стефан                     | студент                 | Богослов, філософ, письменник, поет, публіцист, проповідник, митрополит Рязанський і Муромський, президент Синоду Російської Православної Церкви |  |

## Національний університет «Києво-Могилянська академія» (від 1991)

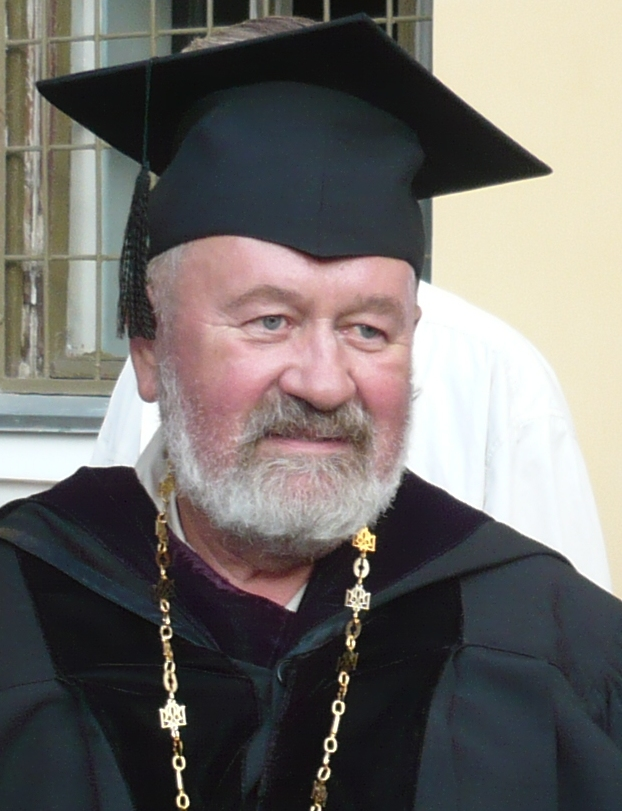
В'ячеслав Брюховецький

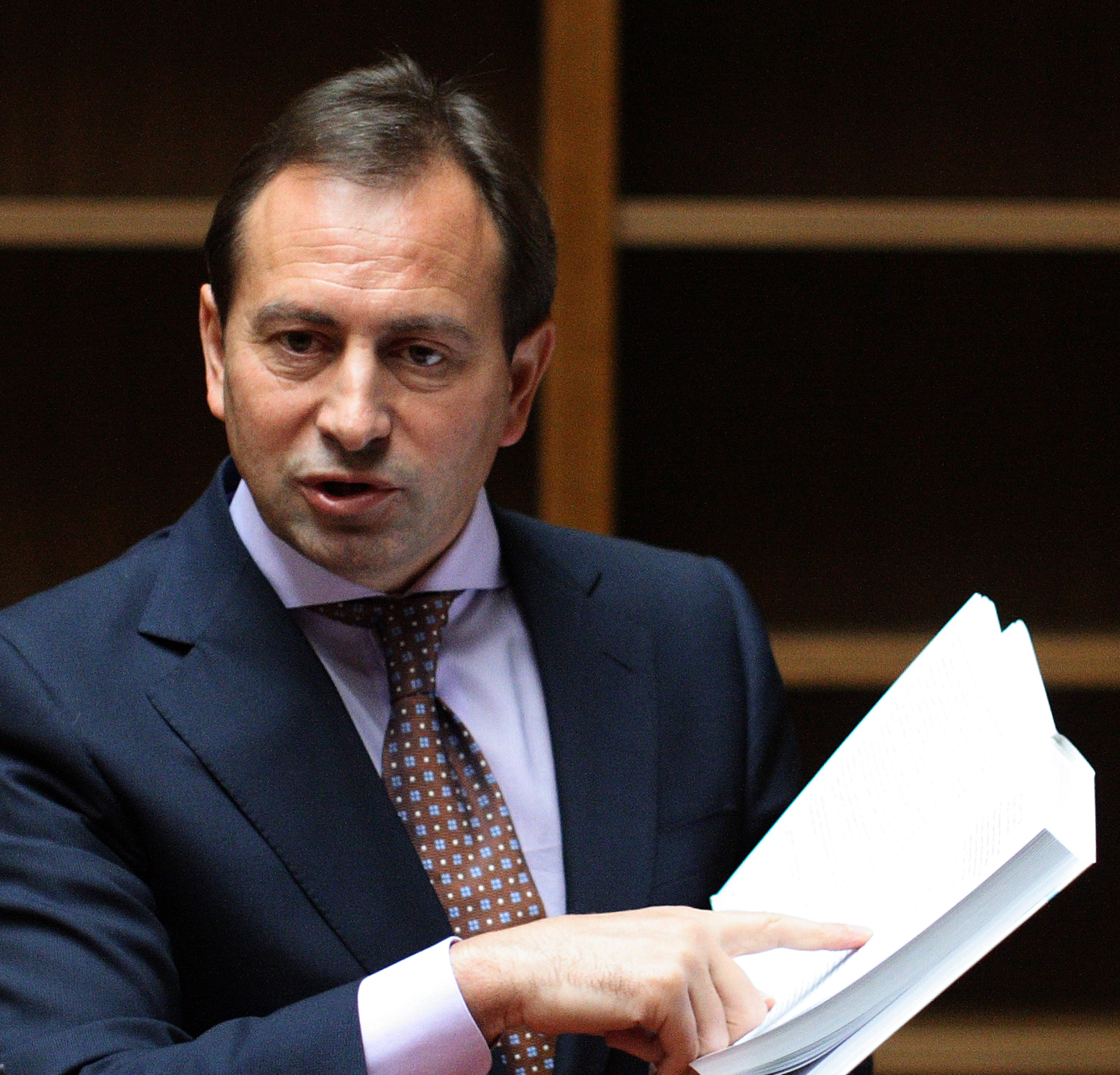
Томенко Микола Володимирович

| Ім'я                              | Зв'язок з університетом | Значущість | Посилання |
| --------------------------------- | ----------------------- | --- | --------- |
| Агеєва Віра Павлівна              | професор                | літературознавець, літературний критик |           |
| Бондар Андрій Володимирович       | студент                 | поет, публіцист, перекладач |           |
| Брайчевський Михайло Юліанович    | професор                | історик |           |
| Брюховецький В'ячеслав Степанович | президент               | Літературознавець, громадський діяч, головний ініціатор відродження і перший президент НаУКМА                                                                                 | [ 5 ]     |
| Діброва Володимир Георгійович     | професор                | письменник | [ 6 ]     |
| Королько Валентин Григорович      | професор                | Завідувач кафедри теорії і методики зв’язків із громадськістю (Public Relations)                                                                                              | [ 7 ]     |
| Квіт Сергій Миронович             | президент               | Міністр освіти і науки в Уряді Арсенія Яценюка |           |
| Кримський Сергій Борисович        | професор                | Філософ |           |
| Малюта Станіслав Станіславович    | професор                | науковець-генетик, професор кафедри біології (1997—2003) |           |
| Маркарова Оксана Сергіївна        | студент                 | Міністр фінансів України |           |
| Мейс Джеймс                       | професор                | Історик, політолог, дослідник Голодомору |           |
| Мелешевич Андрій Анатолійович     | професор                | Правник, третій Президент НаУКМА | [ 8 ]     |
| Павленко Олексій Михайлович       | студент                 | Міністр аграрної політики та продовольства у другому уряді Арсенія Яценюка (2 грудня 2014 — 14 квітня 2016).                                                                  |           |
| Павличко Соломія Дмитрівна        | професор                | Літературознавець, письменниця, публіцистка |           |
| Панченко Володимир Євгенович      | професор                | Літературознавець, письменник, народний депутат України 1-го скликання |           |
| Пашицький Ернст Анатолійович      | професор                | фізик-теоретик, професор кафедри фізико-математичних наук (2008—2012) |           |
| Попович Мирослав Володимирович    | професор                | Філософ | [ 9 ]     |
| Семерак Остап Михайлович          | студент                 | Політик, народний депутат шостого скликання Верховної Ради України, Міністр Кабінету Міністрів в Уряді Арсенія Яценюка.                                                       | [ 10 ]    |
| Скуратівський Вадим Леонтійович   | професор                | Мистецтвознавець, історик, літературознавець, публіцист |           |
| Соколян Марина Іванівна           | студентка               | письменниця та сценаристка |           |
| Ткачук Марина Леонідівна          | декан                   | Історик філософії |           |
| Толочко Олексій Петрович          | професор                | Історик |           |
| Томенко Микола Володимирович      | професор                | Політик, громадський діяч, народний депутат України 4-го і 5-го скликань, заступник голови Верховної Ради, віце-прем'єр України з гуманітарних питань в уряді Юлії Тимошенко. | [ 11 ]    |
| Шевченко Андрій Віталійович       | студент                 | Журналіст, політик, народний депутат п'ятого та шостого скликань Верховної Ради України.                                                                                      | [ 12 ]    |
| Шевчук Станіслав Володимирович    | професор                | Суддя Конституційного Суду України |           |
| Шеремета Павло Михайлович         | професор                | Міністр економічного розвитку і торгівлі в Уряді Арсенія Яценюка |           |
| Яковенко Наталя Миколаївна        | професор                | Історик |           |
| Янченко Галина Ігорівна           | студент                 | Політик, народний депутат дев'ятого скликання Верховної ради України |           |